# Amyema rigidiflora
Amyema rigidiflora là một loài thực vật có hoa trong họ Loranthaceae. Loài này được (K.Krause) Danser mô tả khoa học đầu tiên năm 1929.